# Борижар
Борижар — древнее захоронение на левобережье реки Арыс в Туркестанской области. Состоит из сотен могильников разных исторических периодов. Раскопки велись в 1949—1951 годах Южно-Казахстанской археологической экспедицией (руководитель А. Н. Бернштам), в 1966—1970 Южно-Казахстанской комплексной экспедицией (руководитель Б. Нурмуханбетов). Подобно другим могильникам (Жамантогай, Актобе[какой?], Шаушыккум, II—I века до н. э.) Средней Азии и южных районов Казахстана, где преобладал оседлый образ жизни, гробницы часто выполнены в виде катакомб. Высота курганов достигает 3—3,5 м, иногда 5—18 м. Под курганом расположена куполообразная каменная могила; размеры 2×2 м (до 3х3м), толщина стен 0,4—0,5 м, высота 1,5 м. Найдены кувшины, ножи, кинжалы, стрелы, пряжки из серебра, нашивки, серьги и бусы.
По утверждению казахстанского археолога К. М. Байпакова, Борижар основан жителями городов Жуантобе и Караспантобе